# Nice Githinji
Nice Githinji (sinh ngày 25 tháng 8 năm 1985) là một nữ diễn viên, nhà sản xuất, chủ nhà hát karaoke, ca sĩ và người dẫn chương trình truyền hình. Cô gây chú ý khi cùng lúc đóng các vai khác nhau trong một số phim truyền hình.
Githinji trở nên nổi tiếng khi được đề cử trong Giải thưởng Kalasha năm 2009 cho Nữ diễn viên chính xuất sắc nhất trong bộ phim All Girls Together. Năm 2011, cô sau đó đã giành được giải thưởng đáng kính cho nữ diễn viên chính xuất sắc nhất trong bộ phim truyền hình cho vai diễn trong bộ phim truyền hình, Change Times.
Ngoài việc diễn xuất, cô là Giám đốc điều hành của Công ty Sản xuất Nicebird chuyên sản xuất phim. Ngoài những lần xuất hiện trong các dự án phim ảnh và truyền hình, cô cũng tham gia vào các buổi biểu diễn sân khấu mà cô đã nói một số lần, đó là cốt lõi của cô ấy. Cô đã làm việc với Et Cetera Productions (2007 - 2008), nơi cô đóng vai chính trong hai bộ phim, Benta và All Girls Together, Sisimka Productions và Phoenix Players (2009 - 2010) và Planet's Theatre.

## Tuổi thơ
Nice sinh năm 1985 tại Mombasa. Cô đã học trung họctại trường Senior High School Koinange từ năm 1999 đến năm 2002. Mẹ cô mất khi cô học xong trung học.

## Nghề nghiệp

### Khởi đầu sự nghiệp sớm và khởi đầu sự nghiệp showbiz
Githinji bắt đầu sự nghiệp diễn xuất của cô với tư cách là một diễn viên sân khấu tại Bad Players Richard Stockwell của Bad Blood, một vai diễn đã đẩy sự nghiệp của cô lên một tầm mới. Cô đã xuất hiện trong một số sản phẩm truyền hình và điện ảnh thương mại.

### 2007 - 2009
Giữa năm 2007 và 2010, cô xuất hiện trong một số bộ phim; Benta, All Girls Together, Formula X và Pieces of Peace. Cô cũng đóng vai chính trong bộ phim truyền hình; Guy Center và Change Times, nơi cô đóng các vai Candy và Rosa.